# Асмуссен, Георг
Георг Асмуссен (нем. Georg Asmussen; 14 мая 1856, Поммерби, Шлезвиг-Фленсбург, Шлезвиг-Гольштейн — 30 декабря 1933, Вестерхольц) — немецкий инженер, прозаик ипублицист.

## Биография
Георг Асмуссен родился 14 мая 1856 года в Поммерби, Шлезвиг-Гольштейн. Сын педагога. С девяти лет остался сиротой, рос в нищете. Учился в шлезвигской соборной школе. Обучался машиностроению в Эккернфёрде. После военной службы поступил на инженерный факультет политехникума в Бад-Лангензальца. Позже преподавал.
Затем работал в гамбургской судостроительной компании «Blohm + Voss», быстро стал главным инженером. Занимался расширением предприятия в Глазго, Санкт-Петербурге и Константинополе, представлял компанию на Всемирной выставке в Париже (1900) и Сент-Луисе (1904).
В 1911 году по состоянию здоровья преждевременно ушёл в отставку. Продолжал работать консультантом. После чего, полностью посвятил себя литературному творчеству.
С 1893 года был членом Международной организации хороших тамплиеров. В том же году основал ложу хороших тамплиеров в Гамбурге. В 1894—1899 годах занимал пост председателя Германского ордена хороших тамплиеров. Был редактором журнала ордена «Немецкие хорошие тамплиеры» («Deutscher Guttempler») в течение 17 лет. В 1895 году опубликовал первую книгу песен «Guttempler» («Немецкие хорошие тамплиеры»).
Георг Асмуссен умер 30 декабря 1933 года в Вестерхольце, Шлезвиг-Гольштейн.

## Избранные произведения
- 1898 Gegen den Strom
- 1900 Ein Vorurteil (рассказ)
- 1895 Die Bibel und die Alkoholfrage, zugleich eine Erwiderung an Prof. Dr. E. Hartnack (2-е изд., 1900);
- Unsere Trinksitten in ihrer Bedeutung für die Unsittlichkeit
- 1899 Wider den Strom(2-е изд., 1900)
- 1901 Eine weitverbreitete Krankheit (Гамбург; 2-е изд., 1902)
- 1902 Eine Idee
- 1906 Stürme (роман)
- 1906 Ein Vorurteil (Цюрих, 1896);
- 1909 Wegsucher (роман)
- 1912 Die Ratlosen (роман)
- 1926—1933 Sich nicht werfen lassen! Ein Leben für Blohm & Voss (мемуары, 2006)